# West Haven-Sylvan
West Haven-Sylvan – jednostka osadnicza w Stanach Zjednoczonych, w stanie Oregon, w hrabstwie Washington.